# Cyornis
Cyornis é um género de ave da família Muscicapidae.

## Espécies
Este género contém as seguintes 32 espécies:
- Cyornis unicolor
- Cyornis glaucicomans
- Cyornis rubeculoides
- Cyornis hainanus
- Cyornis superbus
- Cyornis turcosus
- Cyornis lemprieri
- Cyornis caerulatus
- Cyornis herioti
- Cyornis camarinensis
- Cyornis ruficauda
- Cyornis ocularis
- Cyornis ruficrissa
- Cyornis pallidipes
- Cyornis brunneatus
- Cyornis nicobaricus
- Cyornis umbratilis
- Cyornis magnirostris
- Cyornis tickelliae
- Cyornis sumatrensis
- Cyornis whitei
- Cyornis rufigastra
- Cyornis omissus
- Cyornis kalaoensis
- Cyornis banyumas
- Cyornis montanus
- Cyornis kadayangensis
- Cyornis poliogenys
- Cyornis olivaceus
- Cyornis pelingensis
- Cyornis colonus
- Cyornis ruckii